# Anguttara Nikaya
Anguttara Nikāya, er en af de fem nikayor, eller samlinger, som indgår i Sutta-pitaka, hvilken er en af ”de tre kurve” i Tipitaka. Anguttara Nikāya, aṅguttaranikāya, er pali og betyder sådan ca. "Samlingen af nummererende samtale". 
Denne nikaya er en fjerde del af Suttapitaka og består af flere tusinde sutror (pali sutta; sanskrit sutra) som tilskrives Gautama Buddha og hans vigtigste disciple. Det er arrangeret i elleve nipatas, eller bøger, baseret på tal. Første bog indeholder sutror der behandler enkelte emner. Den anden bog sutror der behandler fænomener i par, som for eksempel forældre.

## Dele af Anguttara Nikāya[1]
Bøgerne i denne nikaya:
- Ekaka Nipāta - Bogen om en
- Duka Nipāta - Bogen om to
- Tika Nipāta - Bogen om tre
- Catukka Nipāta - Bogen om fire
- Pañcaka Nipāta - Bogen om fem
- Chakka Nipāta - Bogen om seks
- Sattaka Nipāta - Bogen om syv
- Aṭṭhaka Nipāta - Bogen om otte
- Navaka Nipāta - Bogen om ni
- Dasaka Nipāta - Bogen om ti
- Ekādasako Nipāta - Bogen om elleve

## Antal sutror
Antallet af sutror, eller suttor, i Anguttara Nikāya er stærkt afhængig af, hvordan det originale værk oversættes. Dette består af 9557 suttor, , mens den nuværende srillanske oversættelse kun har 8777 suttor. Mange af disse suttor indeholder gentagelser af andre suttor, med mindre forskelle i historien. Når antallet af suttor begrænses til unikke historier uden gentagelser, bliver tallet lige over et tusind Bhikkhu Bodhs oversættelse indeholder 2344 suttor, mens Webbs oversættelse indeholder 2308.

## Hjulsmeden
Et tilbagevendende tema i buddhistiske tekster er historien om hjulsmeden. I Anguttara Nikaya forekommer den i den tredje bog Tika Nipāta, ”Bogen om tre”. Rathakara Sutta er der den femtende sutran. Sutran har også navnet Pacetana Sutta og oversættes sædvanligvis "stridsvogns-byggeren". Sutran er baseret på historien om kong Pacetana, som forberedte sig til krig og bad, at hans smed leverer hans stridsvogn med nye hjul. Historien om hjulfremstilling er en mindeværdig historie om kvalitet.

## Lighed med Ekottara Āgama
Anguttara Nikāya overensstemmelser i indehold med Ekottara Āgama ("nummererede samtale"), som er en del af Sutra Pitikas. En fuldstændig version er bevaret i en kinesisk oversætting med titlen Zēngyī Ahánjīng. Den stammer enten fra mahāsāṃghika- eller sarvāstivāda-tilpasning. Ifølge Keown som er en auditoriet på området, er forskellene mellem den nikaya og agama betydelig. Mere end to tredjedele af sutorer i den nikayan findes ikke i agaman og vice versa. Det tyder på at meget i denne del af Sutra Pitikan udformedes ganske sent.

## Oversættelser
- The Book of the Gradual Sayings i fem volymer, F. L. Woodward och E. M. Hare (oversættelse), (1932-6), Tilgængelig Online hos Pali Text Society
- Numerical Discourses of the Buddha i en volym, Bhikkhu Bodhi (oversættelse), (2012) Tilgængelig Online hos Wisdom Publications

## Ekstern henvisning
- Anguttara Nikaya på Pali, Engelsk og Sinhala på metta.lk
- Den engelske oversættelse af Anguttara Nikaya på accesstoinsight.org
- Den engelske oversættelse af Bhikkhu Bodhi af udvalget suttor fra Anguttara Nikaya på Wisdom Publications Arkiveret 7. november 2017 hos  Wayback Machine